# سعید فتحی
سعید فتحی سرمربی اسبق تیم ملی بسکتبال ایران است. وی سابقه حضور در تیم ملی بسکتبال و مربی گری تیم‌های جوانان، امید و بزرگسالان ایران را دارد.

## زندگی‌نامه
سعید فتحی چوبقلو دارای کارشناسی ارشد معماری از دانشگاه تهران است. وی سابقه حضور در تیم ملی بسکتبال و مربی گری تیم‌های جوانان، امید و بزرگسالان ایران را دارد.
طی سال‌های ۱۳۷۶ تا ۱۳۸۱ و در زمان ریاست علی غضنفری، فتحی در همکاری با فدراسیون، برنامه‌ریزی وسیعی برای استعدادیابی انجام داد که حاصل آن پرورش نسل طلایی بسکتبال ایران و معرفی بازیکنانی نظیر حامد حدادی، صمد نیکخواه بهرامی، مهدی کامرانی، حامد آفاق و اوشین ساهاکیان بود. این بازیکنان در سال ۲۰۰۰ وارد تیم ملی شدند و در سال ۲۰۰۷ اولین موفقیت را کسب کردند.

### سوابق
- سرمربی تیم ملی بسکتبال ایران(۱۹۹۷)[۷]
- مربی گری تیم بسکتبال پیکان تهران در سال‌های ۱۳۸۱ و ۱۳۸۲[۸]
- مشاور مدیرعامل باشگاه پیکان در سال ۱۳۸۳[۹]
- سرمربی تیم ملی جوانان[۱۰]

## از نگاه دیگران
- حامد آفاق: خیلی خوب به یاد دارم که سعید خان شب را خانه نمی‌رفت و پیش ما در اردو می‌خوابید تا شاید صبح زود که بیدار می‌شویم دو سه جلسه تمرین کنیم. همه چیز را بررسی می‌کردند. اهمیت زیادی به ما می‌دادند و از آنجا بود که نسل طلایی ساخته شد. آن سال جوانان با سعید خان در غرب آسیا موفق ظاهر شدند و قهرمان شدیم.[۱۱]
- حامد حدادی حضورش در NBA را به واسطه زحمات سعید فتحی می‌داند و معتقد است: (در ۱۸ سالگی و به دنبال آسیب دیدگی) دست راستم از کار افتاده بود و ۱۰ درصد کارایی داشت. در آن زمان هیچ‌کس هوای مرا نداشت به غیر از سعید فتحی. به من گفته بودند بسکتبالت تمام شده است.[۱۲]
- توماج کریمیان: باید قبول کرد سعید فتحی چوبقلو با تدبیر و زحمات فراوانی که در دهه هفتاد و هشتاد در بسکتبال ایران انجام داد، باعث پیشرفت قابل لمسی در نسل‌های نوین بسکتبال ایران شد. خوشحالم از تجربه کار با سعید خان فتحی.